# Schillingreport
Der Schillingreport (Eigenschreibweise: schillingreport) ist eine jährlich erscheinende Studie, welche Daten zur Zusammensetzung der Führungsgremien der Schweizer Wirtschaft und des öffentlichen Sektors erhebt.

## Geschichte
Der Schillingreport erschien erstmals im Jahr 2006. Als Herausgeber zeichnete das Zürcher Executive-Search-Unternehmen Guido Schilling AG verantwortlich. Zu dieser Zeit standen die Chefetagen in der Schweiz wegen hoher Löhne und der 2005 lancierten eidgenössischen Volksinitiative «gegen die Abzockerei» stark im öffentlichen Interesse. Um einen Beitrag zu mehr Transparenz in den Chefetagen zu leisten, nahm der Schillingreport die Zusammensetzung der Spitzen in den grössten Schweizer Unternehmen genauer unter die Lupe.
Seit 2006 untersucht der Schillingreport die Zusammensetzung der Geschäftsleitungen und seit 2010 auch die Verwaltungsräte der 100 grössten Schweizer Unternehmen. Seit 2016 berücksichtigt die Auswertung auch den öffentlichen Sektor mit den Topkadern der Kantone und der Bundesverwaltung. Ebenfalls seit 2016 befragen die Herausgeber der Studie im Zweijahresrhythmus die 250 bedeutendsten Unternehmen der Schweiz nach ihren Frauenanteilen in der gesamten Belegschaft und in den Managementstufen unterhalb der Geschäftsleitung. Damit ermittelt der Schillingreport die Gender-Diversity-Pipeline der Unternehmen, die das Potenzial an Frauen zeigt, die sich auf die nächsthöhere Führungsstufe entwickeln können.

## Bericht
Der Schillingreport unterscheidet zwischen drei Datensätzen. Der Datensatz des Privaten Sektors umfasst die 100 grössten Schweizer Arbeitgeber. Zum Datensatz des öffentlichen Sektor zählen die 26 Kantone und die Bundesverwaltung. Für die Gender-Diversity-Pipeline berücksichtigt der Schillingreport die 250 bedeutendsten Schweizer Unternehmen.
Der Stichtag für die Erhebungen fällt jährlich auf den 31. Dezember.
Das erste Hauptkapitel beleuchtet die Zusammensetzung der Geschäftsleitungen und der Verwaltungsräte der Privatwirtschaft sowie die Zusammensetzung der Topkader und der Schweizer Bundesräte und Regierungsräte. Zudem erhebt das erste Kapitel die Erfahrung und Verantwortungsbereiche der Gremiumsmitglieder.
Das zweite Hauptkapitel untersucht die Frauenanteile im privaten und öffentlichen Sektor sowie die Gender-Diversity-Pipeline der teilnehmenden Unternehmen. Letztere wird nach Branchen aufgeschlüsselt.
Das dritte Hauptkapitel untersucht die Nationalitäten in den Geschäftsleitungen und Verwaltungsräten von Unternehmen der Privatwirtschaft.
Im vierten Hauptkapitel analysiert der Schillingreport die verschiedene Untergruppen Chief Executive Officers (CEOs) und Verwaltungsratspräsidenten, SMI-Unternehmen, bundesnahe Unternehmen und Unternehmen in öffentlichem Besitz sowie Kantonalbanken.
Der Schillingreport erscheint in den Sprachen Deutsch, Französisch und Englisch. Herausgeber ist Guido Schilling, Managing Partner bei den Schweizer Executive-Search-Unternehmen Guido Schilling AG und Schilling Partners AG.

## Bedeutung
Bekanntheit erlangte der Schillingreport in der Schweiz, weil er die Diskussion über Diversität in Führungsgremien mit statistischen Daten unterlegt. Die geringen Veränderungen des Frauenanteils besonders in den Geschäftsleitungen haben den Ruf nach einer Frauenquote lauter werden lassen. 2019 lag der Frauenanteil in den Verwaltungsräten bei 21 Prozent und in den Geschäftsleitungen bei 9 Prozent. Erst in 49 Prozent der untersuchten Unternehmen nehmen Frauen in der Geschäftsleitung Einsitz. Im Rahmen seiner Botschaft zur Änderung des Obligationenrechts (Aktienrecht) stützte sich der Schweizerische Bundesrat auf Zahlen des Schillingreport, um in der Schweiz wie in anderen europäischen Ländern gesetzliche Richtwerte für die Vertretung beider Geschlechter im Verwaltungsrat und in der Geschäftsleitung zu begründen. Frauen sollen in grossen börsenkotierten Firmen künftig mindestens 30 Prozent der Sitze im Verwaltungsrat und 20 Prozent in der Geschäftsleitung besetzen. Erfüllt ein Unternehmen die Richtwerte nicht, sind allerdings keine Sanktionen vorgesehen, es muss sich lediglich erklären.